# Mydrosoma bohartorum
Mydrosoma bohartorum là một loài Hymenoptera trong họ Colletidae. Loài này được Michener mô tả khoa học năm 1986.